# Kościół Wniebowzięcia Najświętszej Maryi Panny w Przybiernowie
Kościół Wniebowzięcia Najświętszej Maryi Panny – rzymskokatolicki kościół parafialny należący do parafii pod tym samym wezwaniem (dekanat Golczewo archidiecezji szczecińsko-kamieńskiej).

## Architektura
Jest to świątynia gotycka wzniesiona z kamieni polnych w 1554 roku. Posiada ryglową przybudówkę i wieżę wzniesioną na starej podstawie w stylu muru pruskiego, ukończoną w 1679 roku. Świątynia w Przybiernowie istniała zapewne od początku XIV wieku. Jej zły stan techniczny w 1679 roku spowodował gruntowną jej przebudowę. Zostały tylko nienaruszone średniowieczne mury obwodowe. W XVIII wieku świątynia została rozbudowana od wschodu, a w 1856 roku przeszła remont. W 1974 roku wieża została odnowiona i pokryta nowym gontem. 

## Opis
Budowla jest salowa, wzniesiona na planie wydłużonego prostokąta. W kierunku wschodnim jest przedłużona o 3,3 metra przez przybudówkę, natomiast od strony zachodniej znajduje się wieża na planie trapezu o wymiarach 6,9 m x 8,1 m. Od stromy północnej jest dobudowana do niej niewielka szachulcowa kruchta. Korpus nawowy zbudowano z kamieni polnych i cegieł i jest nakryty dachem trójspadowym ze świetlikami typu wole oczy. Od strony zachodniej jest umieszczona wieża – w górnej, drewnianej części z drewna sosnowego  składa się ze zwężającego się ku górze trzonu, nakrytego dwukondygnacyjnym późnobarokowym dachem hełmowym ze smukłym, stożkowym zwieńczeniem, zakończonym krzyżem; w dolnej części – kamienna i ozdobiona ceglanym portalem ostrołukowym. Wnętrze świątyni ma charakter jednoprzestrzenny. Prezbiterium jest wydzielone tylko przez podniesioną o trzy stopnie posadzkę.

## Wyposażenie
Wnętrze kościoła zdobi drewniany, belkowany strop, a okna wypełniają witraże. W części zachodniej znajduje się drewniana empora chóru muzycznego, wsparta na sześciu kolumnach, z prospektem organowym. Prezbiterium podniesione jest nieco wyżej, a w centrum znajduje się barokowy ołtarz z lat 1712–1713, pochodzący z rozebranego kościoła w Świętoszewie. Ołtarz ma dwie kondygnacje i ozdobiony jest kręconymi kolumnami. W jego centralnej części umieszczono XV-wieczną figurkę Matki Boskiej z Dzieciątkiem. Na predelli ołtarza znajduje się obraz Ostatniej Wieczerzy, a zwieńczenie przedstawia scenę Zmartwychwstania. Po obu stronach ołtarza znajdują się malowane na deskach wizerunki dwunastu apostołów. Z prawej strony umieszczono tabernakulum z motywami Chrystusa, krzyża, zboża, kielicha i winogron. Na uwagę zasługuje także chrzcielnica z granitową kolumną i kamienną czaszą.
W kościele można podziwiać obrazy Jezusa Miłosiernego, św. Floriana, bł. Jana Pawła II, Wniebowzięcia Maryi oraz rzeźby Najświętszego Serca Jezusa, św. Józefa z Dzieciątkiem i św. Antoniego Padewskiego. Na ścianach wiszą stacje Drogi Krzyżowej. 

### Ołtarz
Do wyposażenia świątyni należy kilka zabytkowych przedmiotów. W prezbiterium znajduje się barokowy ołtarz powstały w latach 1712 -1713. Obrazy „Ostatniej Wieczerzy” umieszczony w predelli i „Zmartwychwstanie” umieszczony w zwieńczeniu ołtarza, są dziełem malarza Reinharda Böcka. W polu głównym ołtarza, zamiast obrazu jest umieszczona gotycka figura Madonny z Dzieciątkiem pochodząca z XIV wieku. Z lewej i prawej strony ołtarza są namalowane herby fundatorów. Na ścianie po obu stronach ołtarza są umieszczone przedstawienia dwunastu apostołów z ich atrybutami.

### Organy
Na neogotyckiej emporze zbudowanej w XIX wieku, zostały umieszczone organy zbudowane przez słynną firmę Barnima Grüneberga z Szczecina. Instrument został zbudowany w 1862 roku (pod numerem opusowym: 44). Posiadają jeden manuał oraz klawiaturę pedałową opartą na trakturze mechanicznej. Prospekt organów został skonstruowany w stylu neogotyckim, jest podzielony na 4 płaszczyzny piszczałkowe.
| Manuał                | Pedał            |
| --------------------- | ---------------- |
| 1. Oktawa 4’          | 1. Subbaß 16 Fuß |
| 2. Principal 8 Fuß    |                  |
| 3. Salicional 8 Fuß   |                  |
| 4. Gedackt 8 Fuß      |                  |
| 5. Flauto dolce 4 Fuß |                  |
| 6. Mixtur 2.3 fach    |                  |